# 1re série 1967/68
Die Saison 1967/68 war die 46. Spielzeit der 1re série, der höchsten französischen Eishockeyspielklasse. Meister wurde zum insgesamt 24. Mal in der Vereinsgeschichte der Chamonix Hockey Club.

## Modus
In der Hauptrunde wurde die Liga in zwei Gruppen aufgeteilt (Paris/Alpes). Die beiden Erstplatzierten jeder Gruppe qualifizierten sich für die Finalrunde, in der der Meister ausgespielt wurde. Für einen Sieg erhielt jede Mannschaft zwei Punkte, bei einem Unentschieden gab es ein Punkt und bei einer Niederlage null Punkte.

## Hauptrunde

### Paris
In der Gruppe Paris setzten sich die Français Volants und der Athletic Club de Boulogne-Billancourt durch und qualifizierten sich für die Finalrunde.

### Alpes
In der Gruppe Alpes setzten sich der CSG Grenoble und der Chamonix Hockey Club durch und qualifizierten sich für die Finalrunde.

## Finalrunde
|    | Klub                                  | Sp | S | U | N | T  | GT | Punkte |
| -- | ------------------------------------- | -- | - | - | - | -- | -- | ------ |
| 1. | Chamonix Hockey Club                  | 3  | 2 | 1 | 0 | 17 | 10 | 5      |
| 2. | CSG Grenoble                          | 3  | 2 | 0 | 1 | 16 | 11 | 4      |
| 3. | Athletic Club de Boulogne-Billancourt | 3  | 1 | 1 | 1 | 12 | 10 | 3      |
| 4. | Français Volants                      | 3  | 0 | 0 | 3 | 6  | 20 | 0      |

Sp = Spiele, S = Siege, U = Unentschieden, N = Niederlagen